# Ellen Creathorne Clayton
Eleanor (connue sous le nom d'Ellen) Creathorne Clayton (nom de mariage Needham), née le 15 février 1834 à Dublin et morte le 19 juillet 1900, est une auteure et artiste.

## Biographie
Ellen Creathorne Clayton naît le 15 février 1834 Gloucester Terrace à Dublin. Elle est l'aînée des enfants et la fille unique de Benjamin Clayton (1809-1883), un graveur et illustrateur, et de son épouse, Mary Graham (morte en 1877). Son grand-père et son arrière-grand-père se nomment tous les deux Benjamin Clayton. Ses deux frères sont graveurs, tout comme sa tante Caroline Millard (née Clayton) (morte en 1894), qui connaît le succès en tant que graveuse sur bois et aquarelliste.
Sa famille déménage à Londres en 1841.
Dès l'âge de quatorze ans, Ellen Creathorne Clayton contribue par des articles et des illustrations à un certain nombre de journaux, dont celui de George Augustus Sala, ainsi qu'à deux des publications de son père, Chat et Punchinello. Bien qu'elle soit surtout connue pour son English female artists, Ellen Creathorne Clayton écrit également un certain nombre de romans et d'histoires. Ellen Creathorne Clayton créé également des cartes et des calendriers.
En février 1879, Ellen Creathorne Clayton épouse l'avocat James Henry Needham mais continue à publier sous son nom de jeune fille. Ellen Creathorne Clayton meurt le 19 juillet 1900 dans une maison de retraite de Londres.

## Publications
- The world's Fair (1851)
- Notable women (1859, reprinted 1875)
- Women of the Reformation (1861)
- Queens of song: being memoirs of some of the most celebrated female vocalists who have appeared on the lyric state, from the earliest days of opera to the present time: To which is added a chronological list of all the operas that have been performed in Europe (1865)
- Female warriors (1879)
- A girl's destiny (1882)
- English Female Artists, 2 volumes, 1876